# Finés antiguo
El finés antiguo es el período más antiguo de idioma finés, situado aproximadaente entre los siglos VI y XII d.C., este perído sitúa a la lengua como puente entre las reconstrucciones de los dialectos proto-fínicos y las primeras manifestaciones escritas, proporcionando un marco para entender la evolución de la lengua hasta la Edad Media.

## Aspectos históricos, sociales y culturales

### Historia
El finés antiguo es un descendiente directo de idioma proto-fínico que pertenece al grupo ugro-fínico de la familia urálica. El proto-fínico se fragmentó en diversas ramas durante el primer milenio a.C. Estas se diferenciaron por un eje norte–sur (vocal media ausente en el norte) y un eje este–oeste (p. ej., formación del plural genitivo).

### Primeros documentos
Antes del siglo XIII no existen textos escritos en finés; todo lo que se conoce de este periodo se basa en reconstrucciones lingüísticas y en topónimos (como Päijänne o Imatra, que conservan rasgos de la fase proto-fínica) (Wikipedia). El primer vestigio escrito en cualquier lengua fínica es la carta de corteza de abedul nº 292, fechada a principios del siglo XIII, que muestra rasgos que hoy acercarían esa variedad al karelio o al veps (Wikipedia).

### Transición al finés medio
A partir del siglo XIII, con la llegada del cristianismo y la influencia sueca, el finés comenzó a escribirse de manera sistemática. Sin embargo, esta transformación —que desembocaría en el finés medio y luego en el finés moderno— conserva elementos fonéticos y gramaticales que se remontan al finés antiguo, permitiendo a los lingüistas reconstruir con cierto detalle esta etapa previa.

## Descripción lingüística
En el plano fonológico, en este período ya existían la armonía vocálica y la gradación consonántica típicas del finés contemporáneo. Respecto a la morfología, las terminaciones de caso y número seguían patrones similares a los del finés medio, aunque algunas formaciones (como el genitivo plural) aún reflejaban distinciones dialectales proto-fínicas.
El léxico, en gran parte del vocabulario básico proviene de la herencia urálica, junto con préstamos muy antiguos de lenguas indoeuropeas (palabras como kuningas ‘rey’ y äiti ‘madre’), asimilados de forma conservadora ya en fases anteriores al siglo XIII.